# Tommaso di Casasco
Tommaso di Casasco (Casasco, 1320/1330 – Avignone, 17 giugno 1390) è stato uno pseudocardinale italiano, creato dall'antipapa Clemente VII.

## Biografia
Nacque a Casasco tra il 1320 ed il 1330.
L'antipapa Clemente VII lo elevò al rango di (pseudo) cardinale nel concistoro del 30 maggio 1382.
Morì il 17 giugno 1390 ad Avignone.